# Parcialmente nublado
Parcialmente nublado (titulado originalmente Partly Cloudy en inglés) es un corto de animación 3-D generado por ordenador con la compañía Pixar Animation Studios que se hizo para exhibirse en cines junto con la película Up de la misma desarrolladora.

## Sinopsis
Todo el mundo sabe que los bebés los traen las cigüeñas sean humanos, perritos, gatitos, etc... pero antes..., ¿De dónde salen? ¡Pues son las nubes quienes los hacen! Todas las nubes hacen bebés de cualquier tipo, pero hay una apartada que hace bebés de animales especiales y peligrosos. Como cada cigüeña es la encargada de llevar los bebés de una nube, hay una que siempre lleva animales peligrosos que la hieren y dificultan su viaje. En la mitad del corto aparece que la cigüeña abandona a la nube. Esta empieza a llorar desconsoladamente, pero solo ha ido a ponerse una protección para llevar mejor a esos animales “peligros” que la nube diferente genera.